# 일리언 5
《일리언 5》(영어: Children of the Corn V: Fields of Terror)는 미국에서 제작된 이선 와일리 감독의 1998년 초자연 슬래셔 비디오 영화이다. 애덤 와일리, 알렉시스 아켓, 에바 멘데스 등이 출연하였고, 제프 제프리 등이 제작에 참여하였다. 옥수수밭의 아이들 영화 프랜차이즈 시리즈 다섯 번째 작품이며, 전편은 《일리언 4》(1996)이다. 속편 《일리언 6 - 더 싸인 666》(1999)으로 이어진다.

## 줄거리
미국 중서부에서 길을 잃은 한 십대 무리가 디비니티 폴스에 도착한다. 이곳은 지상에서 옥수수 신 "옥수수밭 고랑 뒤를 걷는 자"를 대리하는 루크 엔라이트가 이끌고 있으며, 세상에서 잊혀진 아이들이 그의 휘하에서 옥수수 신의 추종자로 활동하는 중이다. 이곳에 낙오된 십대 무리 중의 한 명인 앨리슨은 어려서 헤어진 동생 제이컵이 옥수수 신 추종자가 되어있는 걸 발견한다.
옥수수 저장탑은 옥수수 신이 기거하는 장소로 여겨지며, 매년 인신공양 의식에서 18살이 된 추종자가 저장탑 불길 속에 던져진다. 올해 선택된 자는 다름 아닌 제이컵이다. 제이컵이 이를 거부하는 가운데 원래는 외부인이었지만 옥수수 신 성경을 읽고 입교한 키어가 자진해 몸을 바친 뒤 루크 몸이 쪼개지고 이지키얼이 진정한 지도자였음이 드러나는데...

## 출연
- 애덤 와일리 - 이지키얼 역
- 알렉시스 아켓 - 그레그 역
- 에바 멘데스 - 키어 역
- 그레그 본 - 타이러스 역
- 아멧 재파 - 래즐로 역
- 프레드 윌리엄슨 - 보안관 스캐그스 역
- 올리비아 버넷 - 릴리 역
- 데이비드 캐러딘 - 루크 엔라이트 역
- 케인 호더 - 바텐더 역

## 기타 제작진
- 배역: 에드 미첼, 로빈 레이
- 미술: 데버라 레이먼드, 도리언 버나키오